# Asterostemma depressa
|  | Per a altres significats, vegeu «Asterostemma repandum». |

Asterostemma depressa és una espècie extinta de mamífer cingulat de la família dels clamifòrids que visqué a Sud-amèrica durant el Miocè inferior. Se n'han trobat restes fòssils a la província argentina de Santa Cruz i el nord de Xile. Es tracta de l'única espècie del gènere Asterostemma. El nom genèric Asterostemma significa ‘corona d'estels’ i es refereix al patró que es pot observar en els escuts de la cuirassa, mentre que el nom específic depressa significa ‘deprimida’ en llatí.